# Amanita rubescens
Amanita rubescens (Christian Hendrik Persoon ex Elias Magnus Fries) Samuel Frederick Gray, 1821), denumită în popor cuc (cuci), plopenchi, sau borșgombă, este o specie de ciuperci comestibile din încrengătura  Basidiomycota în familia Amanitaceae și de gen Amanita, fiind un simbiont micoriza (coabitează, formând micorize pe rădăcinile arborilor). Acest burete foarte răspândit în România, Basarabia și Bucovina de Nord se poate găsi pe fiecare sol în păduri foioase și de conifere, câteodată chiar prin parcuri sau grădini, din mai până în octombrie (noiembrie).

## Descriere
Ordinul Agaricales este de diversificare foarte veche (între 178 și 139 milioane de ani), începând din timpul perioadei geologice în Jurasic în diferență de exemplu cu genul Boletus (între 44 și 34 milioane de ani).

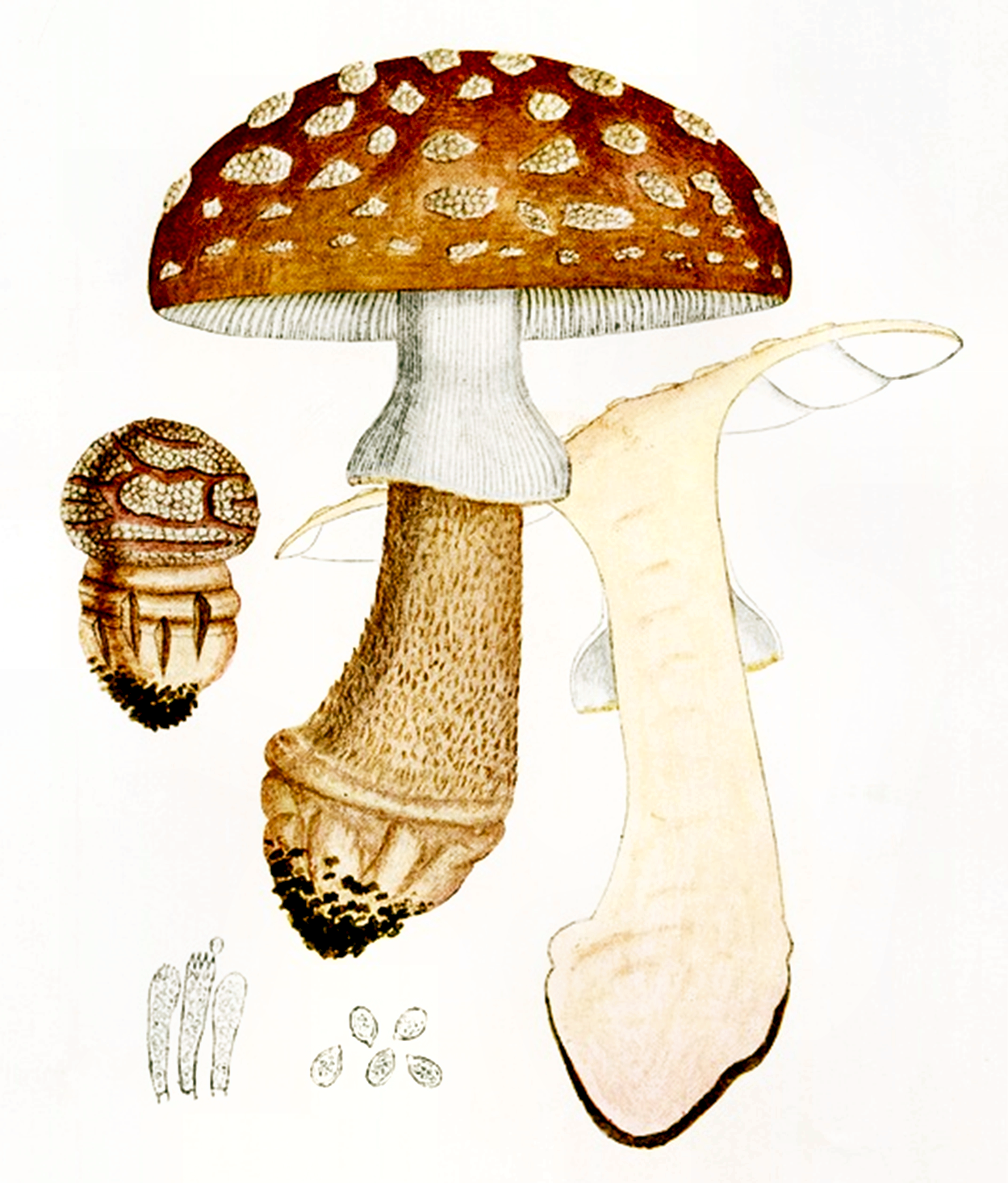
Bres.: Amanita rubescens

- Pălăria: este de mărime medie cu un diametru de aproximativ 5-15 cm, mai mult sau mai puțin cărnoasă care este amenajată central peste picior. Ciuperca are la început forma unui ou, este aproape rotundă, apoi plată sau concavă, la margine regulată și netedă (nefiind vărgată). Cuticula este strălucitoare, din când în când ușor unsuroasă și, datorat vălului universal, presărată cu mulți negi alb-cenușii verucoși (câteodată tineri și la vârstă aplatizați) cu reflexe mătăsoase care se decolorez odată cu vârsta, devenind roz-roșiatici. Coloritul variază. El este inițial alb-murdar, apoi roșu-maroniu, deseori cu pete vineți la bătrânețe. Ocazional buretele se arată in tonuri gălbui-maronii.
- Lamelele: sunt înghesuite și inegale, largi, spre bază mai strâmte precum rotunzite, de culoare albă care se înroșesc treptat la atingere.
- Piciorul: este cilindric, neted sau cu solzi fini, alb-roz până roșiatic, mai întâi plin, apoi găunos, dezvoltând o lungime de 8-20 cm și un diametru de 1,5-3 cm, sfârșind într-un bulb de obicei înconjurat de unul sau două rânduri de negi cafeniu-deschiși, rest al vălului universal. Cam la mijlocul tijei se află un inel alb, lat, atârnat, membranos și persistent, bine vizibil dungat (tot datorit vălului).
- Carnea: este albă și fragedă, ocazional ceva umedă în pălărie și în picior de o consistență relativ făinoasă, cu miros slab și plăcut precum un gust foarte ușor acru. Ea devine roșiatică în contact cu aerul. Din păcate este deja tânără tare năpădită de viermi, în special la bază.
- Caracteristici microscopice: Sporii albi sunt elipsoidali și au o mărime de 7,5-11 x 5,5-7,5 microni. [5][6]
- Reacții chimice: Buretele se decolorează cu anilină în roșu de vin și cu fenol roșcat.[8]

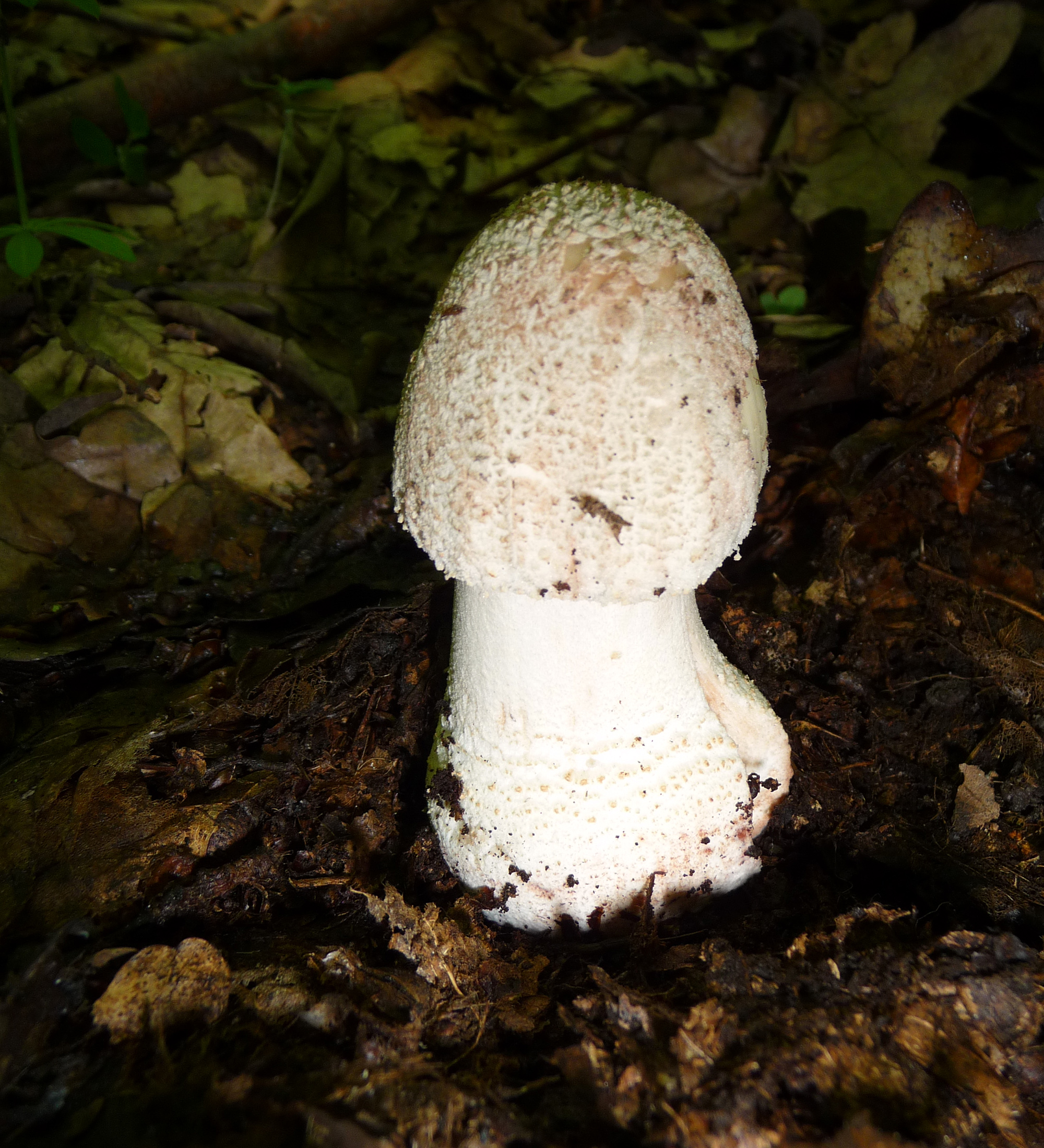
Amanita rubescens tânăr
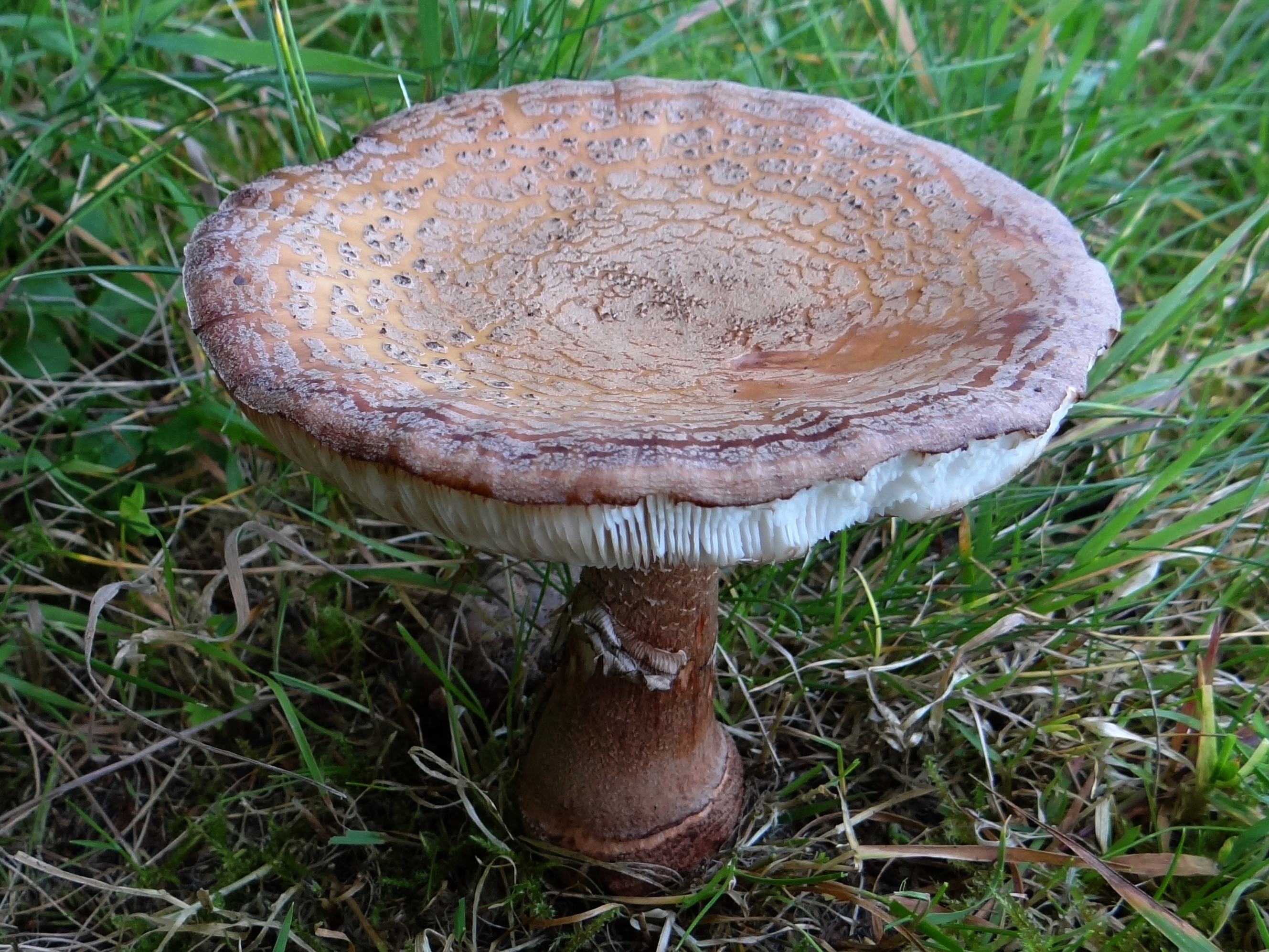
Amanita rubescens bătrân
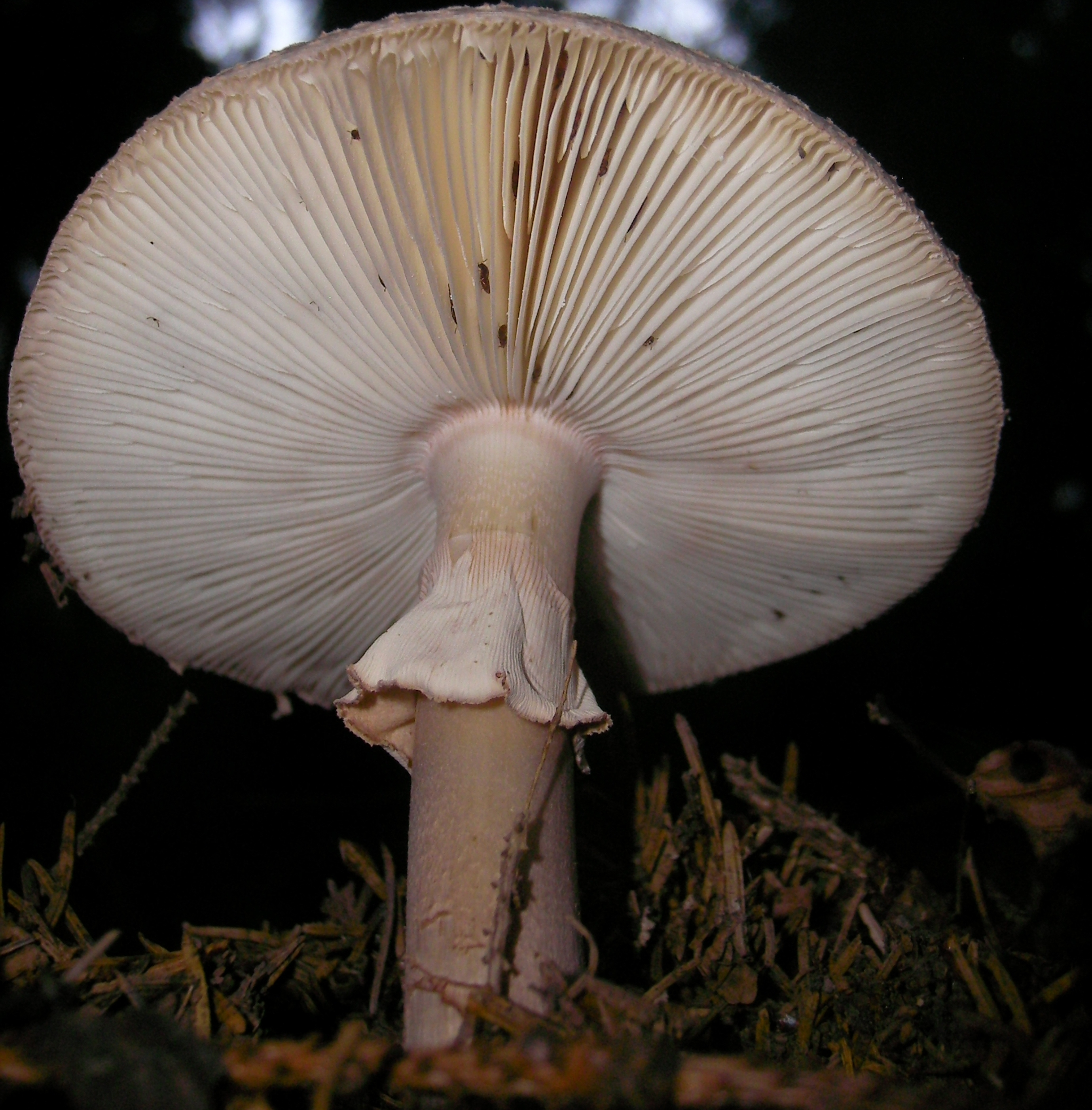
A. rubescens, lamele și inel
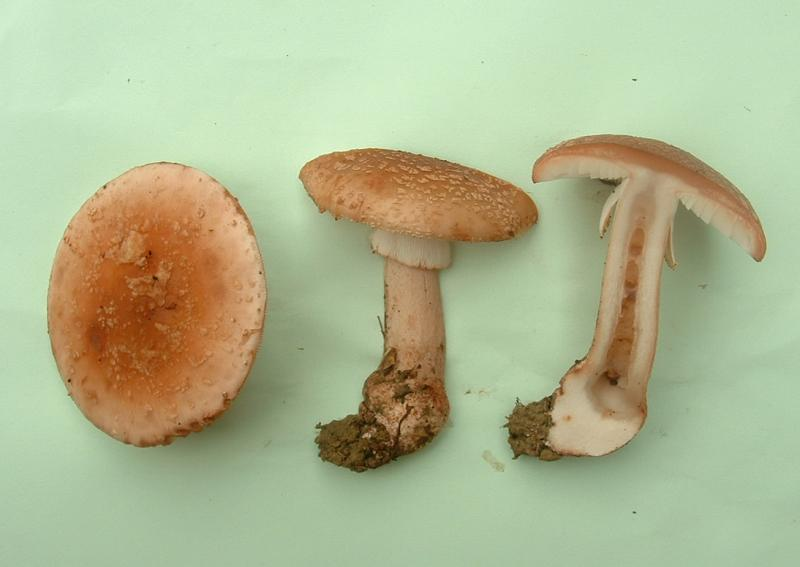
Amanita rubescens, înroșire
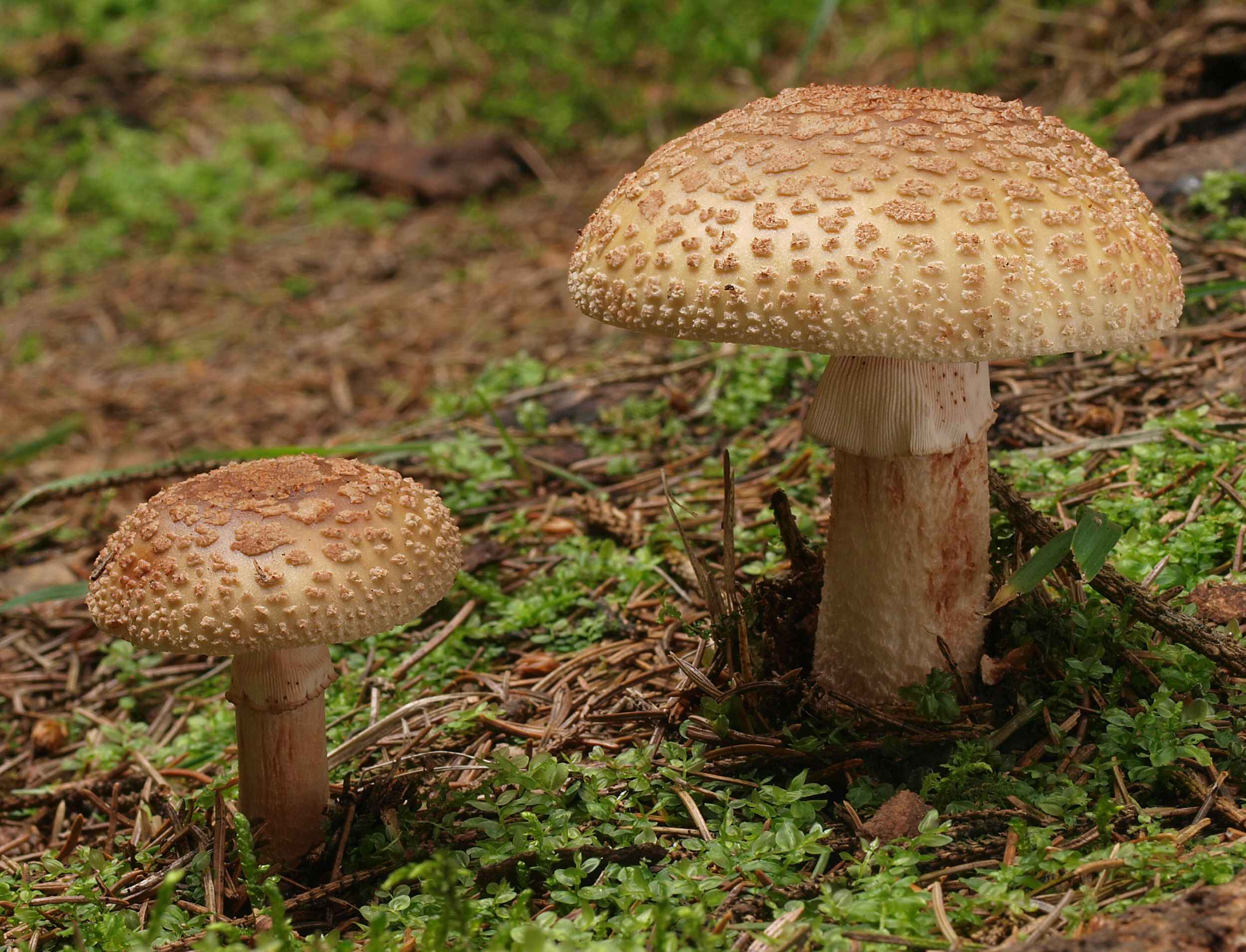
Cuci gălbui-maronii

## Confuzii

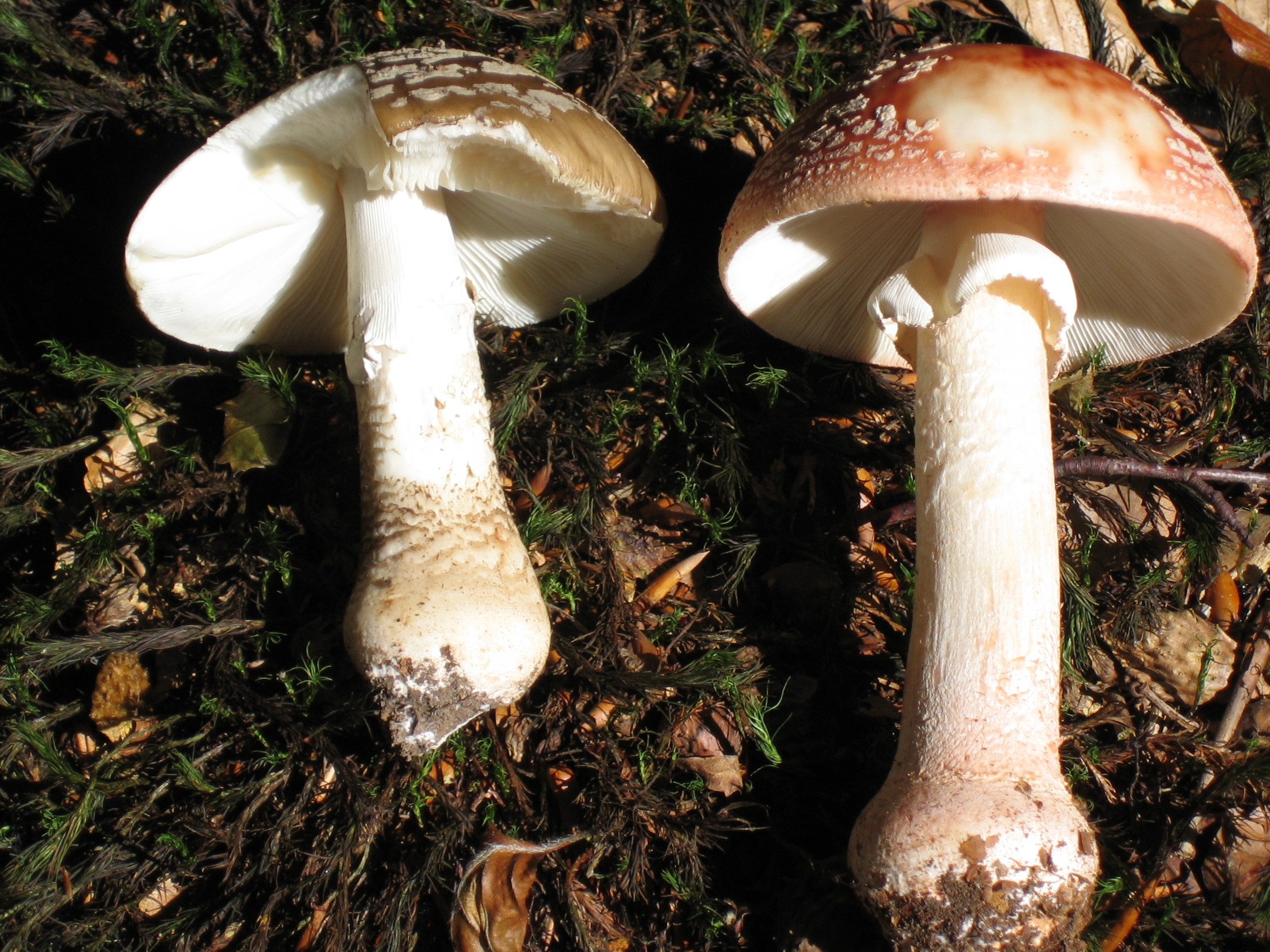
A. spissa-A. rubescens

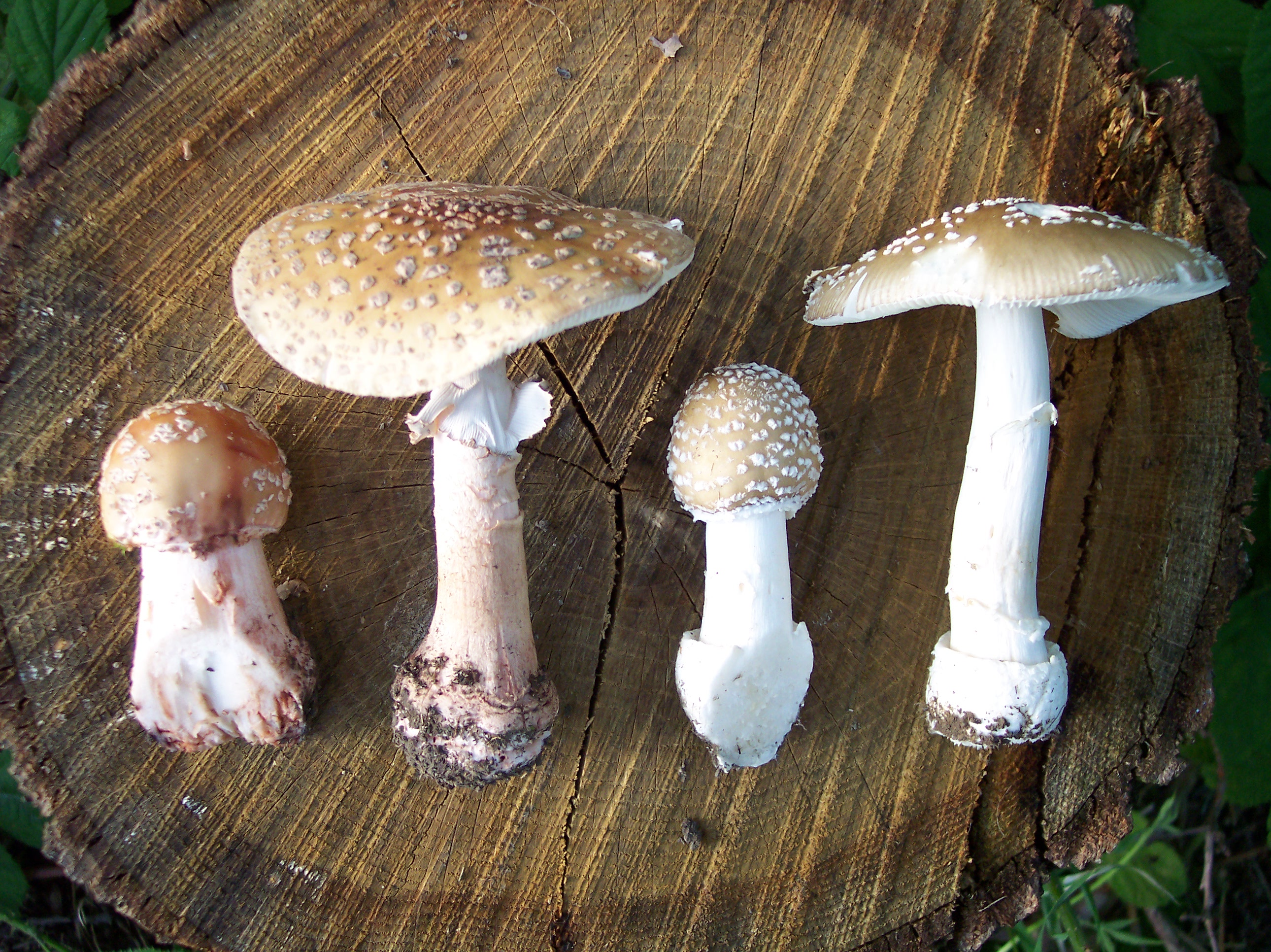
A. rubescens-A. pantherina

Din păcate Amanita rubescens poate fi confundată ușor cu Amanita pantherina (buretele pestriț) din cauza similitudinii, îndeosebi cu gemenul ei Amanita pantherina var. ablentinum care n-are dungi pe pălărie. Cucul se distinge mai ușor de pestrițul care are o manșetă dungată neavând jambieră la locul de trecere spre bulb precum dungi la marginea pălăriei. Amanita rubescens este în mod general de culoare mai deschisă, lamelele ei roșesc ușor la atingere și carnea capătă o culoare vineție după tăiat. Diferențierea între ciuperca descrisă și specia Amanita spissa (comestibilă) precum variațiile ei Amanita spissa var. cariosa (comestibilă, însă puțin gustoasă), Amanita spissa var. excelsa (comestibilă), este mai grea, pentru că ele posed tot manșete dungate, dar jambiera la locul de trecere spre bulb lipsește. Mai departe, buretele poate fi confundat cu Amanita aspera sin. Amanita franchetii (suspectă, conține anatoxine), Amanita ceciliae (comestibilă, fără inel și bulb), Amanita regalis (otrăvitoare) Amanita porphyria (necomestibilă), Amanita valida (probabil comestibilă) sau Lepiota aspera (otrăvitoare).
O confuzie cu ciupercile letale Amanita phalloides, Amanita verna și Amanita virosa este de fapt imposibilă, ele fiind de altă culoare precum mult mai grațioase.

## Specii asemănătoare

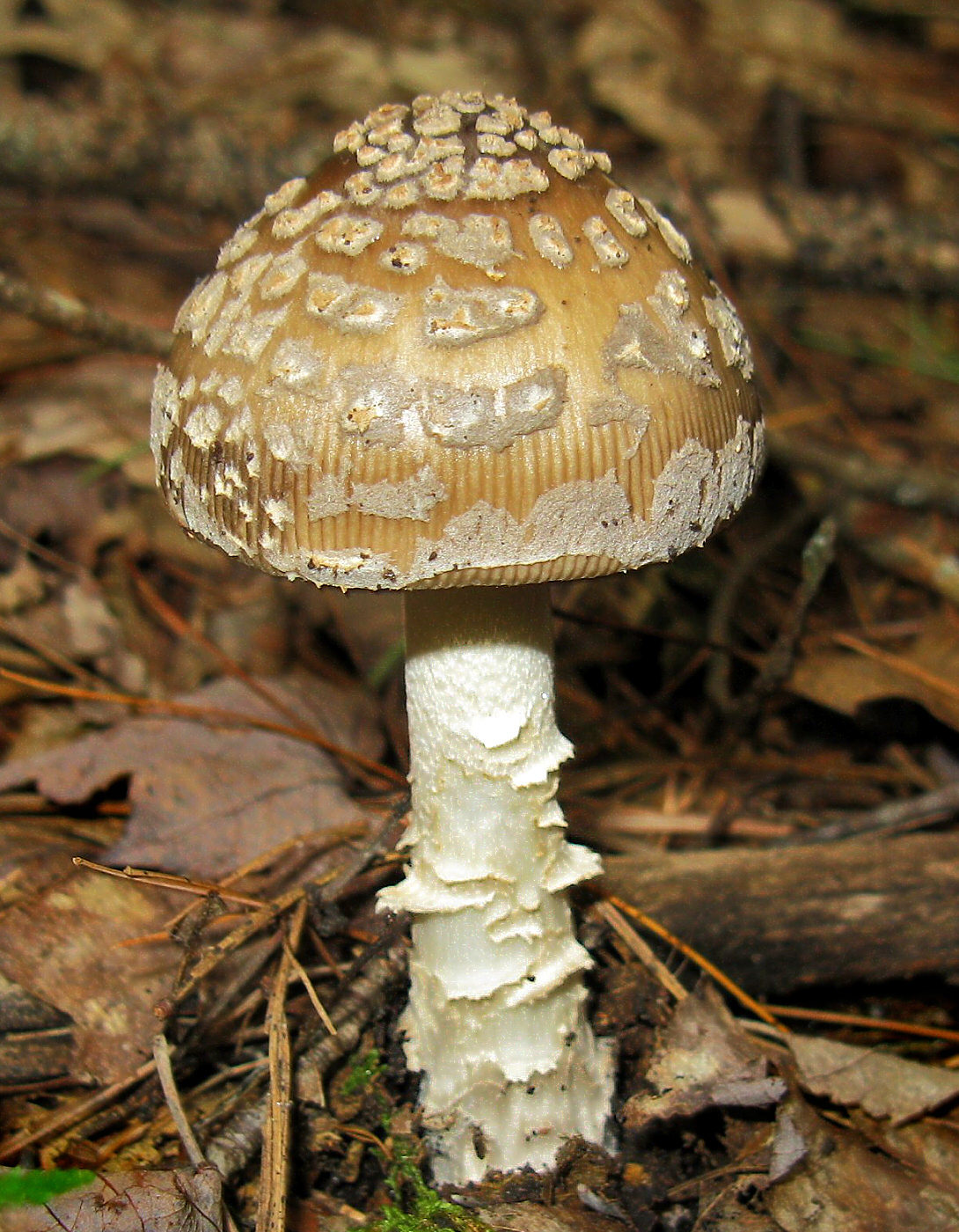
Amanita ceciliae sin.  inaurata
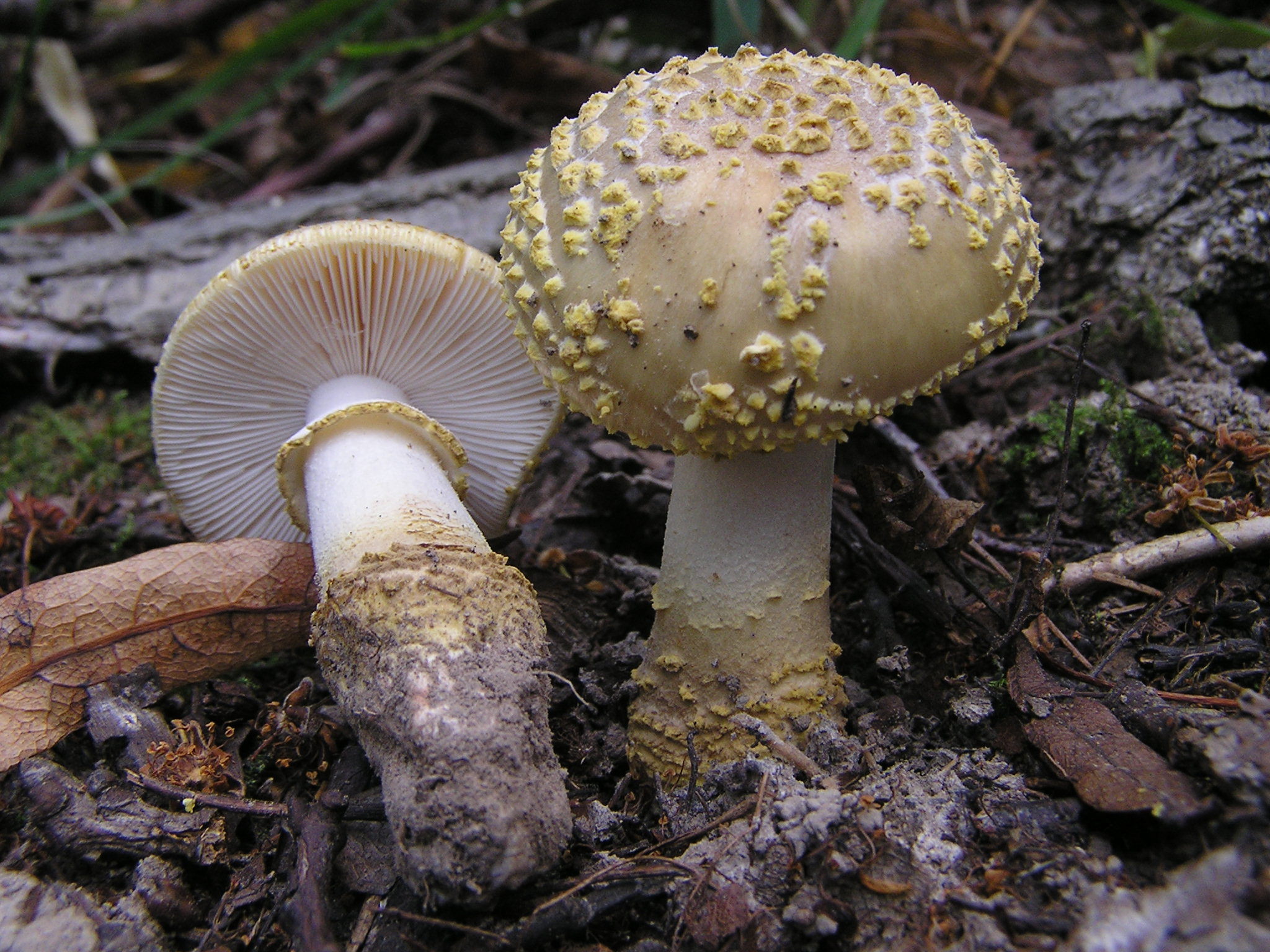
!Amanita franchetii!
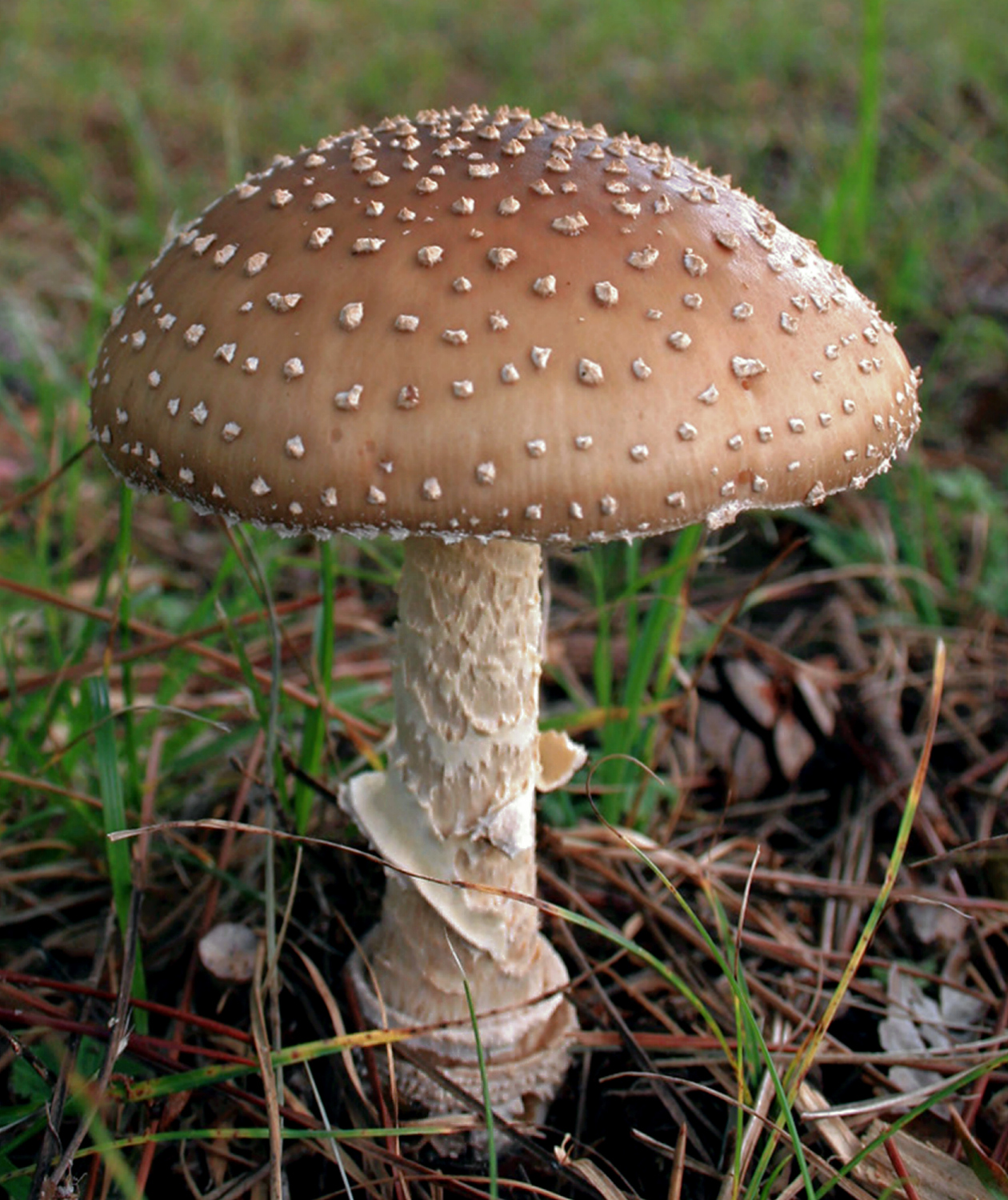
!!Amanita pantherina!!
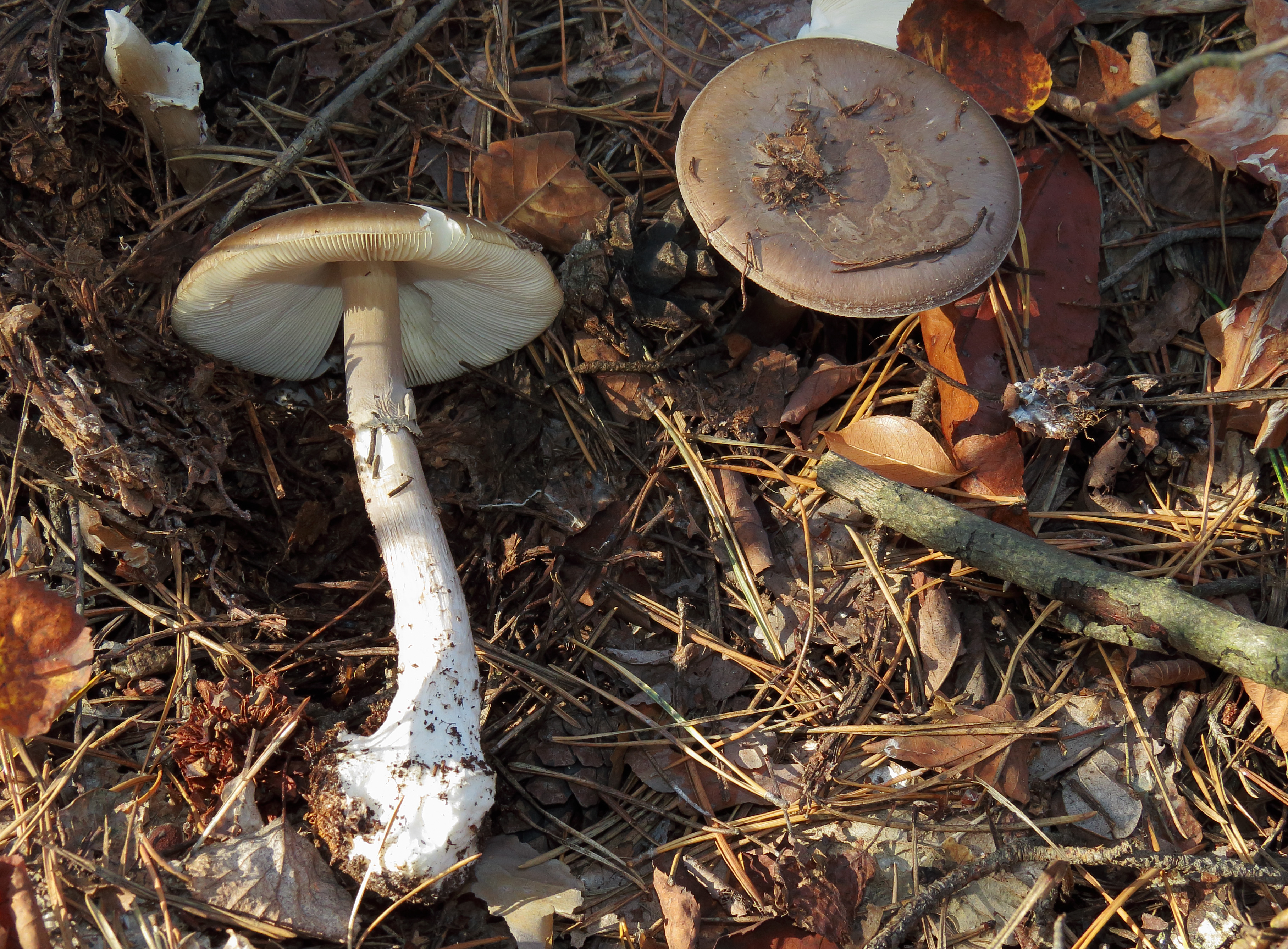
!Amanita porphyria!

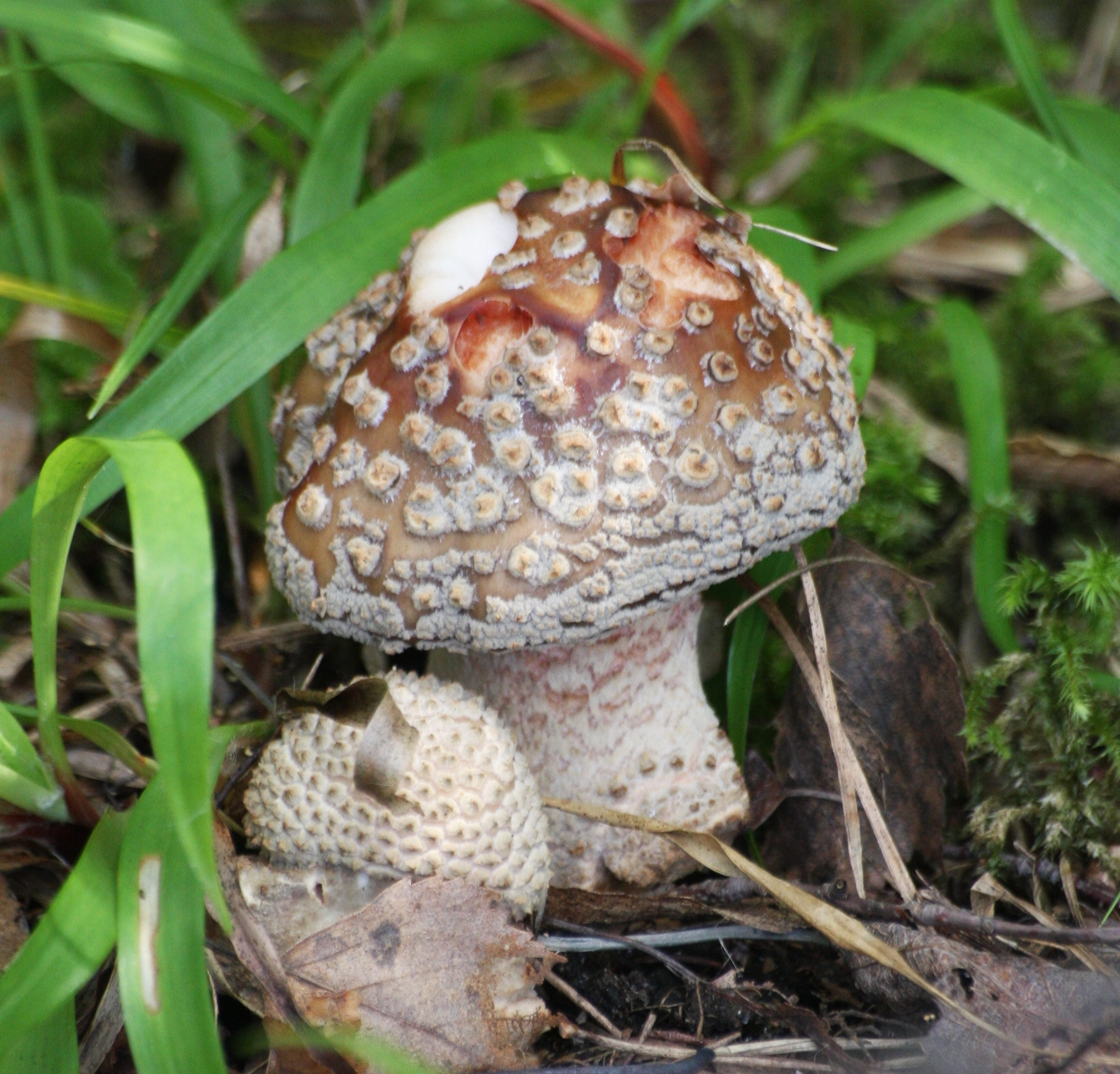
!!Amanita regalis!!
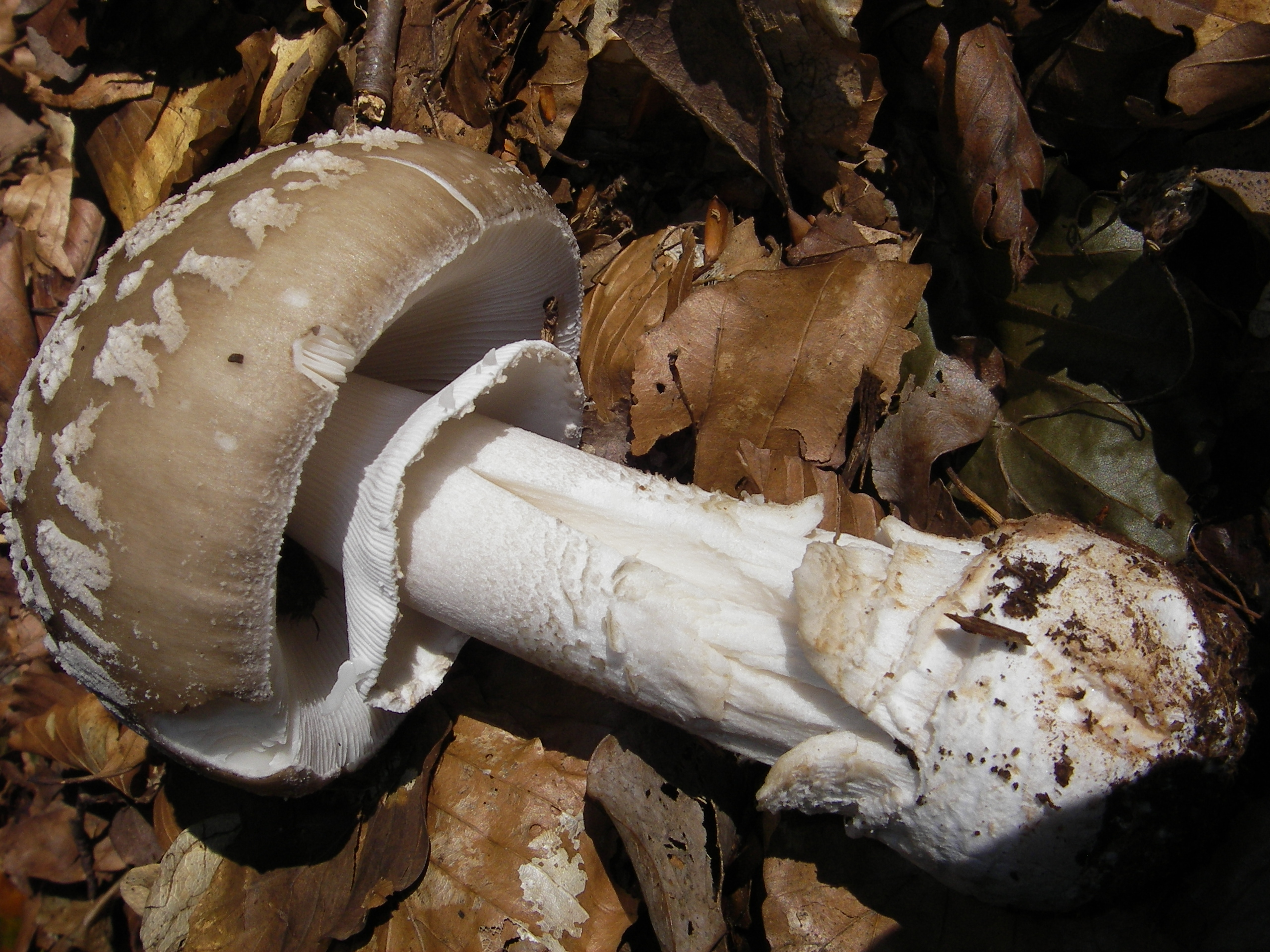
Amanita spissa
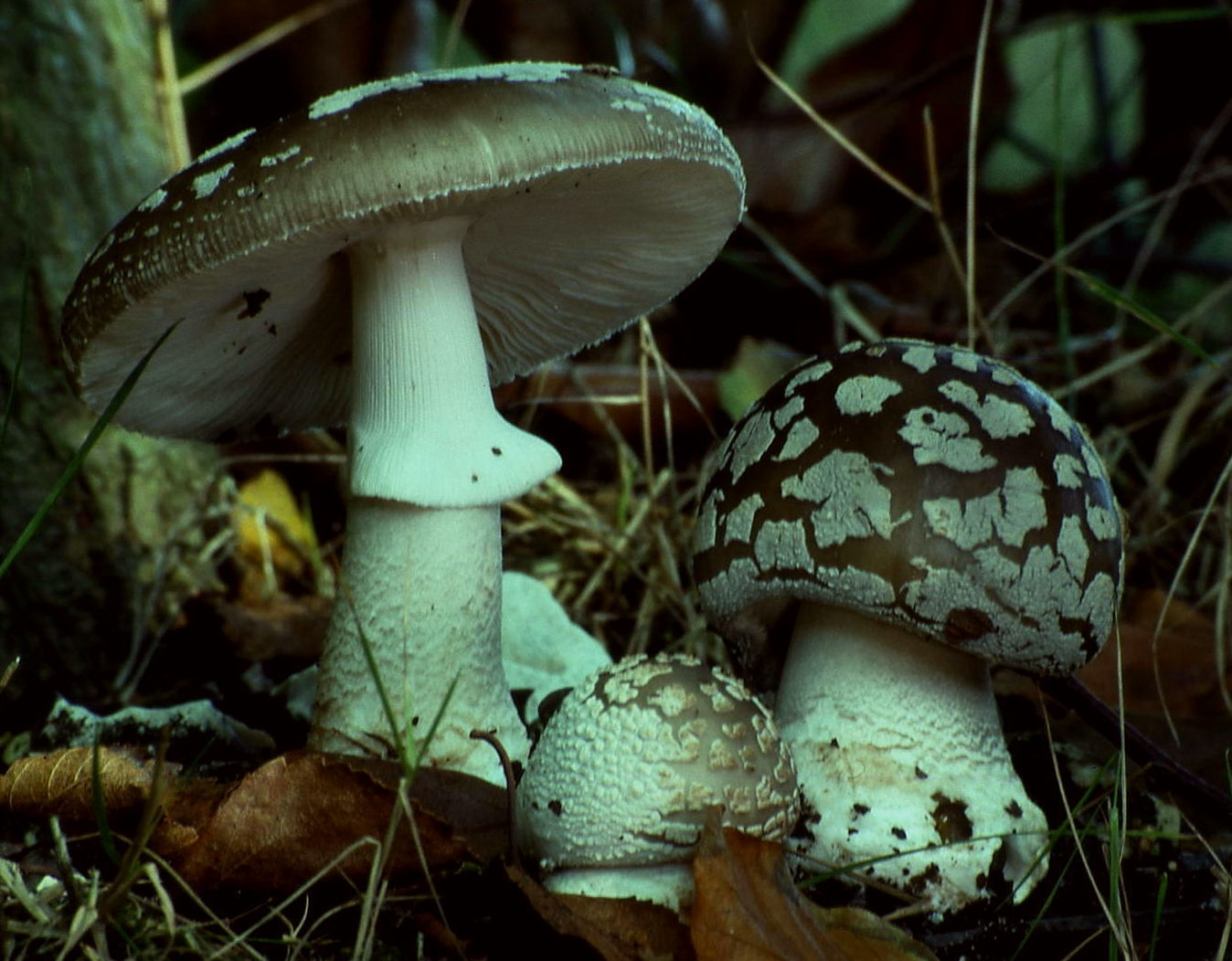
Amanita spissa.var. excelsa
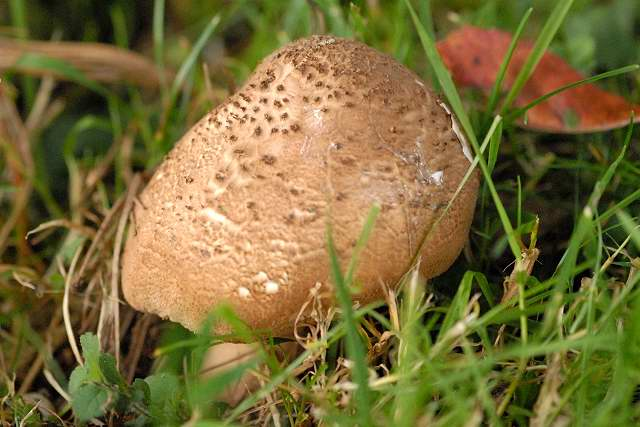
!!Lepiota aspera!!

## Valorificare

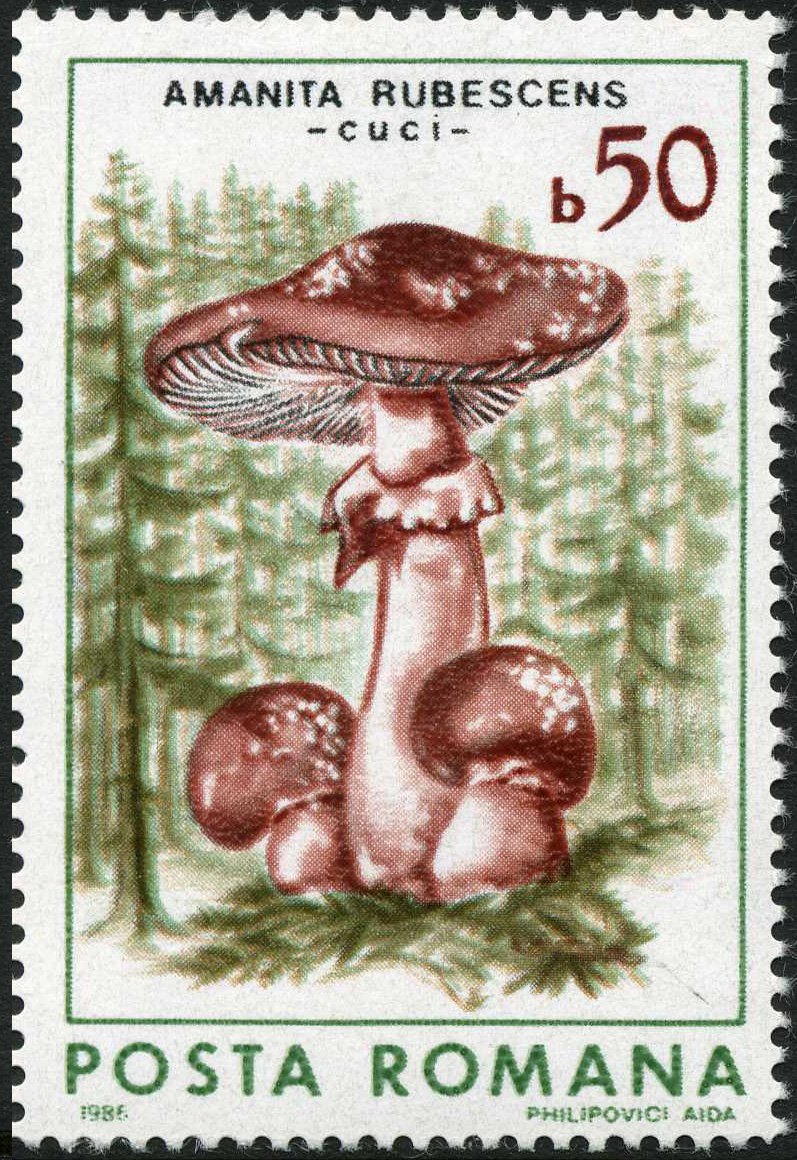
Cuci, România 1985

Cucul este, ca toate ciupercile din genul Amanita, în stare crudă toxic (provoacă tulburări digestive), dar gătit este destul de gustos, toxinele fiind complet distruse prin tratamentul termic (ciuperca se taie în mod normal felii). Cuticula se decojește mereu pentru rafinarea gustului. Pălăria este savuroasă, bine prăjită la grătar. Gustos este de asemenea preparat ca cremă de cuci a la Zürich sau după modul secuilor. De altfel, acest burete poate fi preparat ca Amanita caesarea (crăița), dar nefiind chiar astfel de gustos.